# Таможенный тариф 1891 года в России
Протекционистский таможенный тариф, принятый в России 11 июня 1891 г. в царствование Александра III взамен тарифа 1868 г. «с целью как фискальной, так и главнейшей покровительственной». К разработке тарифа министр финансов И. А. Вышнеградский привлек не позднее сентября 1889 г. Д. И. Менделеева. Главное произведение Менделеева по этой проблеме — «Толковый тариф, или исследование о развитии промышленности России в связи с её общим таможенным тарифом 1891 года» (1891—1892 гг.). В связи с обострением проблемы контрабандного ввоза в 1892 г. последовало введение таможенного устава.
Доля таможенных пошлин в стоимости импорта в разные годы составляла следующие значения:
- 1857—1868 гг. — 18 %,
- 1869—1876 гг. — 13 %,
- 1877—1880 гг. — 16 %,
- 1881—1884 гг. — 19 %,
- 1884—1890 гг. — 28 %,[2]
- 1895 — 31 %[3]
- 1906—1910 гг. — 30,5 %[4]

В тарифе 1891 г. Менделеев предлагал учитывать каждый вид и род товаров в отдельности, не прибегая при этом к теоретическим абстракциям — фритредерству или протекционизму. В словаре Брокгауза и Ефрона отмечалось по этому поводу, что такая система «ведет к чрезвычайно сложной тарификации товаров, вызывая разделение статей привоза на множество подразделений, с указанием признаков пропускаемого по этому подразделению товара».
Менделеев считал основной задачей протекционизма не запретительные пошлины, а создание экономических условий для развития отечественной промышленности. В июне 1897 г. в письме Николаю II он писал:
Когда тариф чрезмерно высок, как бывало при введение меркантильных и запретительных пошлин у нас и всюду, иностранный ввоз естественно падает, а уменьшение числа иностранных образцов лишает страну возможности правильно совершенствовать свои произведения. Тариф 1891 г. внимательно соображен в этих отношениях, рассчитан на рост как внутреннего производства, так и внешнего ввоза.
В этом же письме он называл таможенный тариф 1891 г. «знаменем самостоятельности и немечтательного прогресса России». Значение тарифа, по его мнению, несмотря на малость срока, к этому моменту уже сказалось на экономике России и способствовало развитию науки и народного образования. Он писал: «Без промышленного развития — народ мало нуждается в просвещении, ему некуда его прилагать, и расходы, для него необходимые, не выдержать стране». Менделеев полагал, что «промышленность и истинная наука друг без друга не живут, друг от друга получают силу, и этот союз родит блага, без него не веданные, обеспеченность, самобытность и спокойную уверенность в предстоящем».
В 1897 г. вышла статья Менделеева «Оправдание протекционизма». В этой работе он подчеркивал, что «государство обязано возбуждать, содействовать и охранять промышленность и торговлю своей страны всеми возможными способами». По его мнению, в период после 1891 г. тариф не уменьшил ввоза, однако, увеличил общие доходы государства (от 903 до 1140 млн руб.). Как утверждал Менделеев, тариф 1891 г. не изменил бывшего строя, повысив оклады от 28,5 % от стоимости товаров до 31 % в среднем в 1891 г.
В своей деятельности Менделеев пользовался поддержкой сторонников курса на индустриализацию и, в частности, С. Ю. Витте. В 1899 г. Витте утверждал: «Создание своей собственной промышленности — это и есть та коренная, не только экономическая, но и политическая задача, которая составляет краеугольное основание нашей протекционной системы».

## Критика
- Н. Н. Шапошников видел в торговой политике России 1880-х гг. «рецидив меркантилизма и огульный протекционизм».[2][4]
- П. Б. Струве полагал, что таможенная система, окончательно оформившаяся в 1891 г., представляет собой взаимодействие фискализма и протекционизма.[2]
- М. Н. Соболев считал, что доминирующая фискальная цель была «блестяще осуществлена при величайшем напряжении платежных сил народной массы».[2]